# Pierrot Rajaonarivelo
Pierrot Jocelyn Rajaonarivelo, né le 17 juin 1946 sur l'île Sainte-Marie, est un homme politique malgache.

## Biographie
Son père est fonctionnaire et la famille s'installe dans plusieurs villes et provinces du pays, dont Antananarivo où Rajaonarivelo fréquente le Lycée J.J Rabearivelo. Après avoir obtenu son baccalauréat en sciences expérimentales, il obtient une maîtrise de droit public et sciences politiques et entre à l’École nationale d'Administration Malgache. Il complète son cursus universitaire à l’Université de Paris Sorbonne (DESS Finances publiques) et à l’Institut d’Administration des Entreprises (DESS de Gestion).

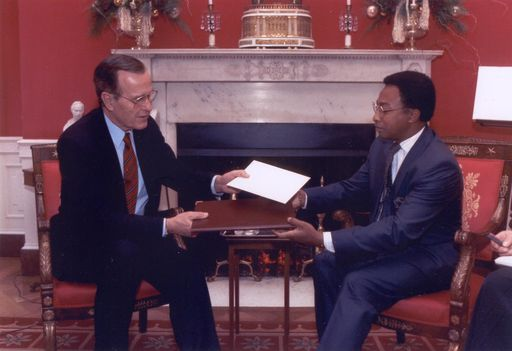
Ambassadeur de Madagascar aux États-Unis (remise de la lettre de créance auprès du président George Bush Sénior).

Après un début de carrière dans le secteur privé, il est rapidement nommé ambassadeur de Madagascar aux États-Unis puis directeur général du ministère du commerce de Madagascar.
Il est vice-Premier Ministre chargé du Budget et de la Décentralisation du Président Didier Ratsiraka et élu secrétaire national de l’AREMA en novembre 1997.

### Crise politique de 2002

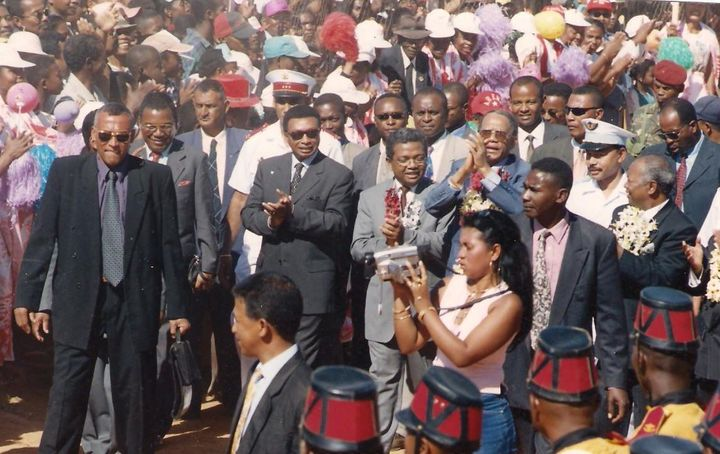
Campagne présidentielle de 2001 : Pierrot Rajaonarivelo, Tantely Andrianarivo et le président Didier Ratsiraka

En tant que secrétaire national de l’AREMA, Pierrot Rajaonarivelo soutient la candidature de Didier Ratsiraka, qui souhaite être réélu lors de l'élection présidentielle malgache de 2001. La victoire très contestée de Marc Ravalomanana provoque une profonde crise politique dans le pays ; Ratsiraka et Rajaonarivelo sont condamnés à l'exil.
Il crée avec Albert Zafy le Comité pour la Réconciliation Nationale. Cette action pacifiste est critiquée par certains membres de l'AREMA, qui y voient une trahison. Il condamne par exemple certains gouverneurs provinciaux de Ratsiraka aux velléités « sécessionnistes »,. Il reconnaît le nouveau président et abandonne le camp de Didier Ratsiraka, appelant à l'amnistie pour toutes les personnes impliquées dans la crise post-électorale.

### Condamnations
Il accepte puis refuse d'engager l'AREMA dans l’élection législative anticipée du 15 décembre 2002, rejoignant le « front de refus » de l'opposition. Le lendemain, il est recherché par la police pour des « infractions précises » dont la nature n'est pas rendue publique. Sa femme et ses enfants, restés à Madagascar, font l'objet de perquisitions fréquentes.
En 2003, Rajaonarivelo est condamné à cinq ans de prison pour usurpation de fonction, puis trois ans après avoir fait appel,. La peine est annulée par la Cour suprême en février 2005,. Quelques mois après cette annulation, il est condamné à quinze mois de travaux forcés pour détournement de fonds.
Pierrot Rajaonarivelo décide de rentrer à Madagascar pour se présenter à l'élection présidentielle de 2007. Or, l'élection se déroule finalement en 2006, une décision contestée par l'opposition. Il est interdit par le régime en place de se présenter aux élections. En août 2006, il est à nouveau condamné, cette fois à quinze ans de travaux forcés, pour détournements de fonds publics. Ses avocats estiment qu'il s'agit d'un faux dossier judiciaire pour raisons politiques. Rajaonarivelo décide de quand même rentrer à Madagascar en octobre 2006 et de se présenter tout de même à l'élection. Quelques heures avant son arrivée, le gouvernement malgache annonce la fermeture pour trois mois de l'aéroport de Toamasina, là où Rajaonarivelo est censé atterrir pour se rendre au congrès de l'AREMA.
Une foule l'attend sur place et il se rend finalement à l'île Maurice pour essayer de se rendre à Antananarivo,. Selon ses partisans, la compagnie aérienne mauricienne refuse de le laisser embarquer pour ne pas prendre de risque ; d'autres sources affirment qu'il ne s'est pas rendu à l'embarquement.
Il dépose un recours pour justifier son absence du territoire malgache à la Haute Cour Constitutionnelle, qui disqualifie quand même sa candidature pour vice de forme, le recours étant signé par le maire alors qu'il doit être signé par le préfet ou le sous-préfet,.

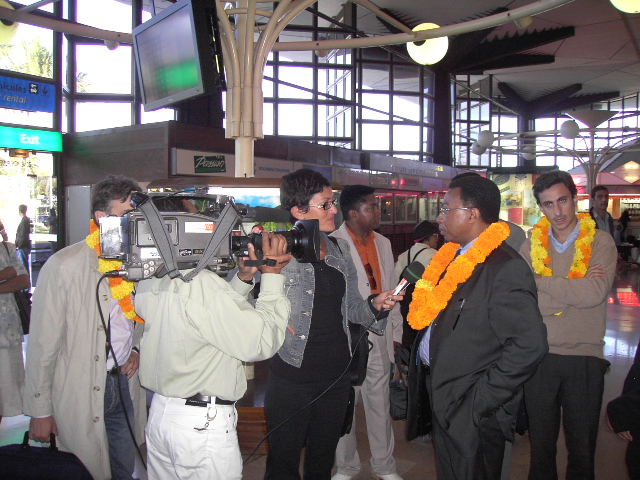
Arrivé à l'aéroport de Saint Denis La Réunion le 6 octobre 2006.

Une fois le régime de Ravalomanana déchu en mars 2009, Pierrot Rajaonarivelo rentre à Madagascar. Le nouveau régime tente également de l'empêcher de rentrer à Madagascar, affirmant que le moment n’est pas opportun,. Rajaonarivelo exige des nouvelles élections, sans succès.

### Mouvement pour la Démocratie à Madagascar

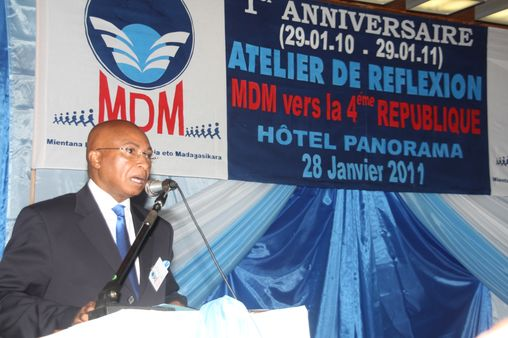
Discours lors de la 1re anniversaire du MDM à l'Hôtel Panorama.

Le 28 janvier 2010, Pierrot Rajaonarivelo fonde le Mouvement pour la Démocratie à Madagascar,. Il appelle à modifier la constitution malgache, qui est cependant confirmée à la suite d'un référendum malgré sa consigne de vote.
Alors qu'il a fondé son propre parti, il est toujours, depuis 1997, secrétaire national de l'AREMA. En mars 2010, il se présente à l'élection présidentielle malgache de 2013.

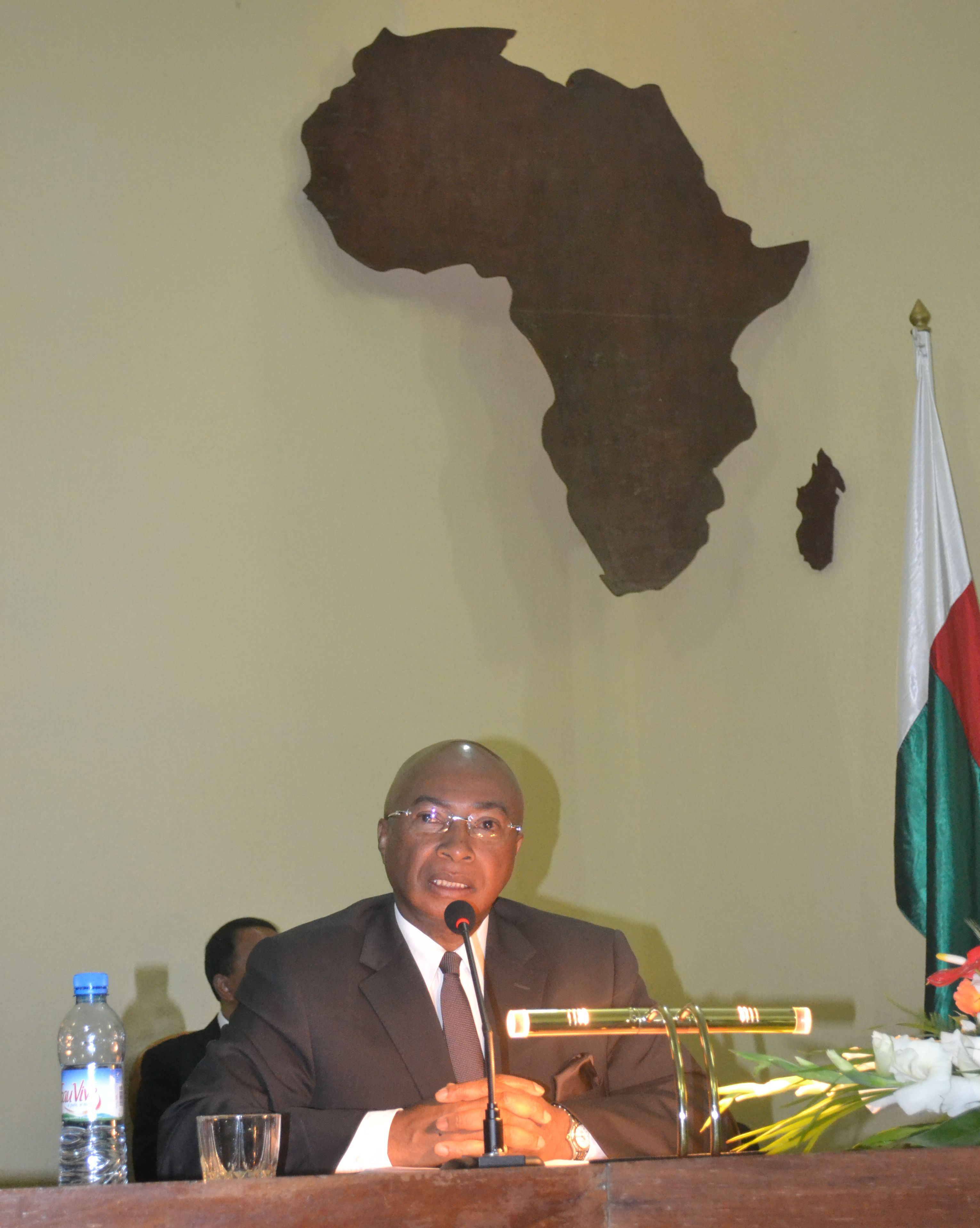
Pierrot Rajaonarivelo nommé Ministre des Affaires Étrangères le 21 novembre 2011.

En mars 2011, il devient ministre d'État chargé de l'économie et de l'industrie d'Andry Rajoelina,,. Plus tard dans l'année, il devient ministre des affaires étrangères,.